# Виспянський (поїзд)
Виспянський (IC Wyspianski) — фірмовий пасажирський потяг «Польської залізниці» категорії ІС сполученням Вроцлав-Головний — Перемишль-Головний.
Названий на честь видатного поляка Станіслава Виспянського.

## Загальна інформація
Швидкий фірмовий потяг ІС під номером 6302/3602 сполученням Вроцлав — Краків — Перемишль та зворотно. Експлуатант складу — Polskie Koleje Państwowe (PKP)

## Інформація про курсування
Потяг знаходиться у курсуванні цілий рік щоденно.
Розклад руху потягів на 2017 р.:
- відправляється з Вроцлава о 06:27 та прибуває на ст. Перемишль-Головний о 13.01, по суті перетинаючи всю країну за 6,5 годин.;
- зворотно, з Перемишля відправлється під № 6307 о 14.44 та прибуає до Вроцлава о 21.23.

На шляху здійснює такі зупинки: Бжег, Олява, Ополе Головне, Люблинець, Ченстохова, Краків-Головний, Краків-Плашув, Бохня, Бжесько Окочим, Тарнув, Дембіца, Ропчице, Сендзішув-Малопольський, Ряшів, Ланьцут, Пшеворськ, Ярослав, Перемишль Засання.
Потяг широковідомий тим, що він в обидва боки узгоджений з потягом ІС+ Київ — Перемишль. Так, пасажири мають одну годину на пересадку в Перемишлі в обидва боки.
Відтак, з Києва до Вроцлава чи навпаки можна дістатися за 14 годин їзди та близько 800 грн. Цю цифру можна зменшити, якщо спланувати подорож заздалегідь: на 30 %, якщо брати квиток за декілька тижнів або на 10 % — за кілька днів.
На потяг можливе оформлення електронного квитка через сайт old.rozklad-pkp.pl/ Крім даного поїзда, між Перемишлем та Вроцлавом курсує ще до десяти інших рейсів, але цей один з найшвидших.

## Відео
- Відео відправлення потягу зі ст. Ченстохова-Страдом [Архівовано 18 січня 2017 у Wayback Machine.]